# Siderius János
Szikszai Siderius János (Szikszó, 1550 előtt – Szepsi, 1608. augusztus 2.) tarcali, szepsi lelkész, abaúji esperes.

## Élete
Szikszón született, magyarországi tanulmányai után 1583. május 15-én iratkozott be a wittenbergi egyetemre. Miután a magyar csoportnak seniora is volt, 1584-ben vagy 1585-ben hazatért, és előbb kassai, majd tarcali, 1599-től pedig szepsi lelkész lett, és ebben az időszakban lett az egyházmegye esperese, mely hivatalától 1604 körül megvált.
Támogatta a lelkipásztornak készülő fiatalok külföldi egyetemeken tanulását. Többek között kapcsolatban állt Dobó Ferenccel, felvidéki főúrral, Bars vármegye főispánjával, Thököly Sebestyénnel, segítette Szenczi Molnár Albertet és a tarcalon született, későbbi zempléni esperes Miskolczi Csulyak István egyházi karrierjének beindulását is.

## Munkássága
Legjelentősebb munkája: Kisded gyermekeknek való Catechismus, az az a keresztyéni hitnek fő ágazatairól rövid kérdések és feleletek által való tanítás. 

Tartalmát tekintve követi az általános formát; a református hit alapvető tételeit fejti ki kérdés-felelet formájában, melyet imádságok követnek, Heidelbergi Káté tanítása szerint. A közvetlen elődei közül Félegyházi Tamás és Szikszai Hellopoeus Bálint példáját követi a szerkesztésben és a káté anyagában. Eredetisége abban rejlik, hogy kátéját az akkor még csak éppen körvonalazódó népiskolai tanításra szánta, tehát gyermekek javára és ezért sok helyen tömörítette és egyszerűsítette a szöveget. A káté végleges formája a XVIII. században alakult ki és 1597-es első kiadása óta már 37 további kiadást ért meg.
Az első 1597-es Debreceni kiadás egyetlen megmaradt példányából 16 lapot az Országos Széchényi Könyvtárban őriznek, melyet a Rheda nyomdában készítettek, de nem kizárt, hogy nem egy kiadásból valók. A következő ismert kiadás 1624-ben Pápán készült el, de egyetlen példánya sem maradt fenn. A szintén 1624-es debreceni kiadás egyetlen törede Sepsiszentgyörgyön a Háromszéki Cserey-Múzeum gyűjteményében volt megtalálható, azonban a II. világháborúban megsemmisült, mikor a múzeum anyagát a Dunántúlon légitámadás érte. Az 1632-es debreceni kiadás jelentőségét az adja, hogy bár csak az első négy lap maradt fenn belőle, de Siderius előszavával, mely a későbbi kiadásokban is ismétlődik, így az feltételezhetően már az első kiadásban is szerepelt. Az 1662-es kassai kiadás egyetlen fennmaradt példánya egy szintén 1662-ben kiadott énekeskönyvben található több művel, köztük Szenczi Molnár Albert zsoltárfordításaival egybekötve.
Emellett írt még gyászverset a leánya halálára (1586), üdvözlő verset Tolnai Fabricius Tamás: Modesta et christiana disceptatio (1594.) című munkájába; "Dedicatio"-t a Gönczi István «Panharmonia» (1599.) című munkájába és egy temetési éneket.

## Művei
- Kisded gyermekeknek való Cathecismus, Debrecen, 1597. Lőcse, 1672
- Epitaphia Scitissimae Virgivncvlae Annae, Filiae Reverendi Ac Doctissimi Viri, Dn. Iohannis Siderii, Pastoris Ecclesiae Tartzalinae fidelissimi etc. quae decimumquartum mensem ingressa obiit 11. die. Decembris, hora diei 10. Anno 1586, Wittenberg, 1586
- Az isten anyaszentegyhazabeli közönséges isteni tiszteletre rendeltetett énekes könyv: Mellyben vannak hymnusok, soltarokból szereztetett ditséretek, ... istenes régi énekek ; most újobban ... egynéhány buzgó imadsagokkal, és a’ Siderius János Catechismusaval kibotsáttatott, Kolozsvár, 1700
- Kisded gyermekeknek való katekizmus; szöveggond., jegyz., tan. Győri L. János; Tiszántúli Református Egyházkerület, Debrecen, 2010 (Református művelődéstörténeti füzetek)